# Discus engonata
Discus engonata es una especie de molusco gasterópodo de la familia Discidae en el orden de los Stylommatophora.

## Distribución geográfica
Es endémica de España.